# Světelné návěstidlo

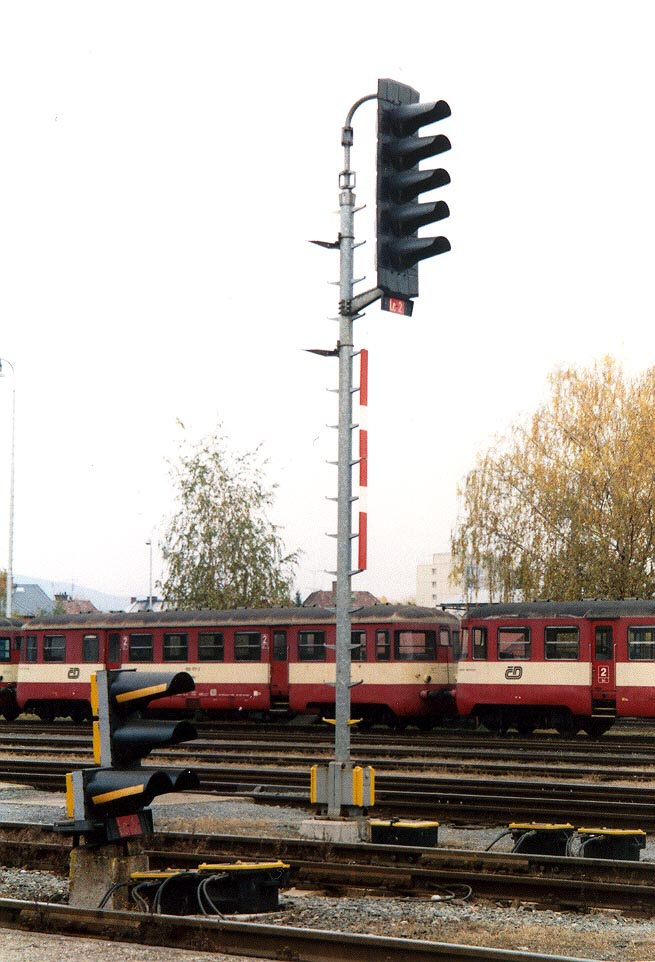
Světelná návěstidla AŽD70 - stožárové a trpasličí provedení.

Světelné návěstidlo je návěstidlo, jehož návěsti se tvoří kombinací světel různých barev. Tvar návěstidla se přitom (na rozdíl od mechanického návěstidla) nemění. Jeho denní a noční návěsti jsou shodné.

## Návěstidla s barevnými světly

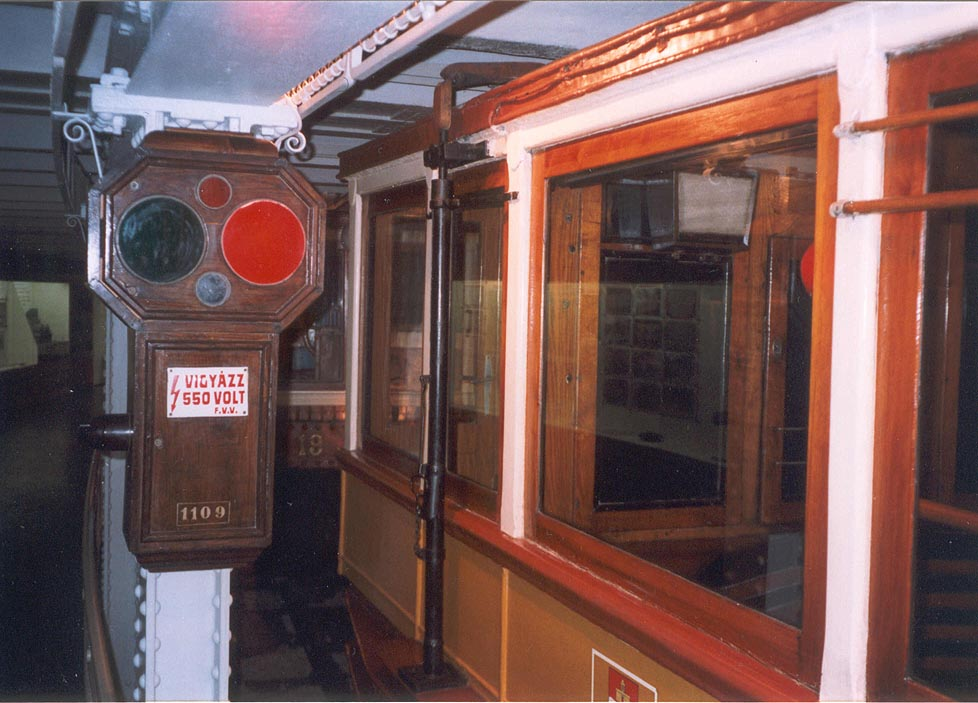
Původní světelné návěstidlo budapešťské podzemní dráhy

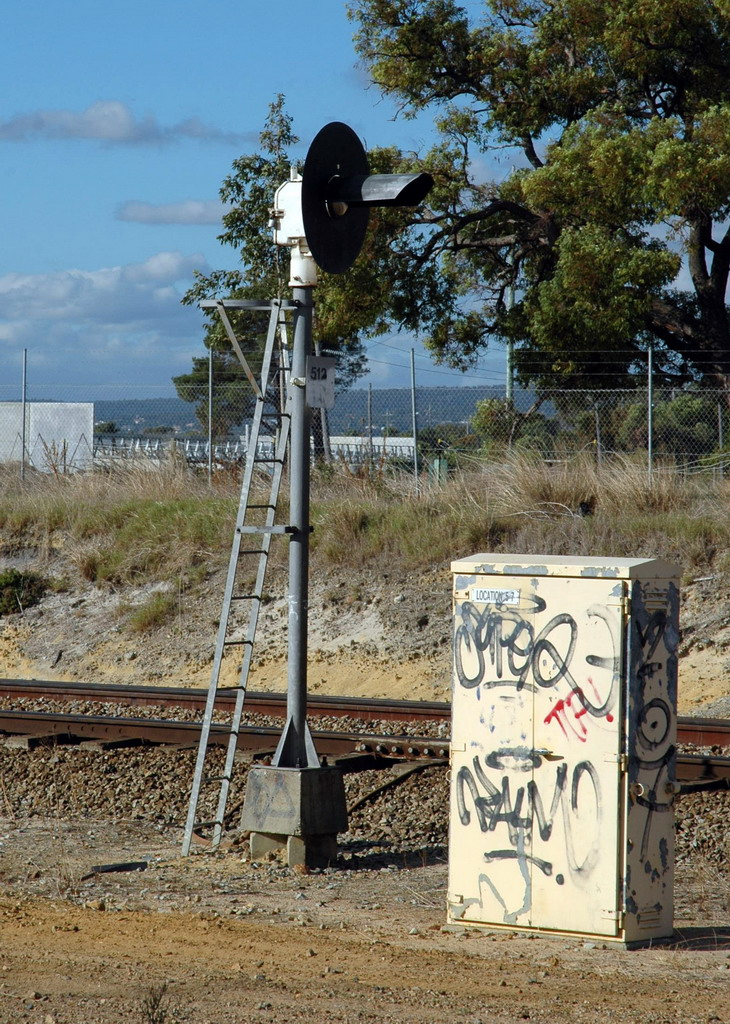
Světelné návěstidlo s pohyblivými clonkami v Austrálii.

Již nejstarší mechanická návěstidla bývala v noci doplňována světly s barevnými clonkami, jejichž poloha byla svázána s polohou návěstidla. Nedostatečná intenzita světelných zdrojů neumožňovala jejich použití i za dne. Teprve zavedení elektrických žárovek umožnilo konstrukci světelných návěstidel, jejichž návěsti byly viditelné i za denního světla. Mnoho železničních společností začalo tato návěstidla vzápětí používat, neboť jejich zřízení a údržba byly levnější a umožňovaly snadnější výstavbu poloautomatických a automatických zabezpečovacích zařízení.
Světelná návěstidla se rozšířila ve dvou podobách:
- se samostatným zdrojem světla i optikou pro každé světlo - v Evropě obvyklejší.
- se společným zdrojem světla i optikou, s pohyblivými barevnými filtry - v Evropě vzácná, převládající v Severní Americe a Austrálii.

U některých železnic má význam i tvar štítu návěstidla, u vícesvětelných návěstidel je kromě barvy důležitá i poloha a případně i tvar světla.
Světelná návěstidla tvoří kromě světel i clony a štíty k zamezení možnosti falešných signálů - tzv. fantomů způsobených nejčastěji světlem zapadajícího slunce, odraženým od návěstní optiky. Z téhož důvodu nebývá vnitřek návěstidla proveden v světloodrazivé podobě, nýbrž v černé matné barvě. K nasměrování světelných paprsků se používají většinou Fresnelovy čočky.
V Itálii, v Austrálii, a částečně i ve Spojených státech jsou rozšířená návěstidla s jedním světlem. Na těchto návěstidlech se používají reflektory i čočky, neboť zde nehrozí fantomy. Mezi žárovkou a čočkou se pomocí polarizovaných relé pohybují barevné clonky. Tato návěstidla vyžadují větší údržbu, neboť obsahují pohyblivé části. Na druhou stranu mohou být relé ovládající clonky sloučena s kombinovaným relé automatického bloku, což značně snižuje velikost aparatury..
Modernější variantou těchto návěstidel jsou návěstidla Unilens (tm) firmy Safetran Systems Corporation, která využívají halogenové žárovky s barevnými filtry a světlovodné kabely přivádějící světlo do ohniska čočky. Kromě odstranění pohyblivých částí je možno využít čtyř barev - červenou, žlutou, zelenou a bílou.
Jinou, moderní, variantou těchto návěstidel jsou návěstidla používající prvky LED, nejvíce rozšířená v Austrálii, zejména ve Victorii. Návěstní optika je tvořena třemi barvami LED uspořádanými tak, aby je lidské oko vidělo jako svítící kruh určité barvy. Jednotlivé LED jsou vybaveny vlastními mikročočkami. Jejich výhodou je vyšší životnost a nižší spotřeba energie. Nižší spotřebu energie je ale možno dosáhnout pouze ve spojení s moderním návazným zabezpečovacím zařízením, které nekontroluje svícení návěstních světel podle protékajícího proudu.
Návěstidla s LED jsou vyvíjena i ve variantě se samostatnými světly pro každou barvu. V České republice takové návěstidlo zkouší společnost AŽD Praha v návěstidle L6 v ŽST Praha Vysočany.
Světelná návěstidla bývají vybavena obvody indikujícími poruchu žárovky. V takovém případě návěstidlo změní návěst na více omezující návěst. Také se používají dvouvláknové žárovky. V zahraničí (zejména v USA) se u automatického bloku zhasíná zelené světlo, pokud není v blízkosti žádný vlak, aby se šetřila žárovka (tzv. Approach lighting).

## Návěstidla s tvarovým návěstěním.
U některých železnic se využívají návěstidla se světelnými symboly. Symboly tvořené světly těchto návěstidel obvykle odpovídají polohám ramen mechanických návěstidel. Jako příklad lze uvést opakovací předvěsti rakouských, rumunských železnic se symbolem v podobě jednoramenného mechanického návěstidla, dále seřaďovací návěstidla německých železnic, banner signals (opakovací předvěsti) v australské Victorii, kde řady světel zobrazují polohu ramen dvouramenného návěstidla s rameny na společném hřídeli a v neposlední řadě tramvajová návěstidla v českých zemích a na Slovensku.

## Návěstidla s tvarovým návěstěním a s barevnými světly
Pro lepší rozlišení nebo zvýraznění návěstí se začala používat na návěstidlech se světelnými symboly barevná světla. Tento kombinovaný systém byl vyvinut železniční společností Baltimore and Ohio Railroad v roce 1920 a použit na trati Chicago - Alton. Tento systém se příliš nerozšířil a od roku 1990 jsou návěstidla nahrazována standardními s barevnými světly. V Evropě používají tento systém například německé dráhy u návěstidel pro posun - dvě červená světla ve vodorovné linii „stůj“ a dvě bílá světla v linii pod úhlem 45° „volno“.

## Světelná návěstidla u ČSD
Světelná návěstidla byla u ČSD zaváděna už od konce 20. let 20. století. Prvními světelnými návěstidly u ČSD byla návěstidla ve výhybně Praha-Vítkov. Jejich rozšíření nebylo nijak značné.
Návěstidla firmy Elektrosignal Praga (ESP)
Návěstidla firmy Elektrosignal Praga měla štít tvarovaný podle určení návěstidla. Hlavní návěstidla měla štít oválný, seřazovací návěstidla měla štít šestiúhelníkový. Zvláštní konstrukcí návěstidel byla návěstidla kombinovaná, která byla kombinací návěstidla hlavního a seřazovacího. Zadní kryt byl samostatný pro každé světlo a byl tvořen litinovým kulatým pouzdrem.
V období první republiky byla světelná návěstidla instalována spíše sporadicky. Po válce však byla zdokonalena a měla se stát hlavním typem návěstidel pro ČSD. Byla dodávána především s elektrodynamickým staničním zabezpečovacím zařízením. V roce 1953 se začala dovážet návěstidla ze Sovětského Svazu a tato návěstidla se přestala nově zřizovat. Dnes jsou návěstidla ESP velmi vzácná.
Návěstidla firmy ČKD
Návěstidla firmy ČKD vznikla mírnou úpravou tehdy vyvíjených silničních návěstidel na konci třicátých a ve čtyřicátých letech. Jednalo se téměř výhradně o návěstidla vložená, nebo seřazovací. Tato návěstidla byla zřizována jako doplněk ke skupinovým mechanickým návěstidlům. Účelem tohoto uspořádání byla možnost řídit posun návěstidly platnými i pro jízdu vlaků. Návěstidla ČKD jsou dnes velmi vzácná. Vyskytují se pravděpodobně již jen jako vložená a seřazovací v ŽST Praha Bubny.
Návěstidla vz. SSSR
Počátkem padesátých let byly dodávány první releové staniční zabezpečovací zařízení a autobloky. Tato zařízení používala přenos návěstního proudu ze stavědla k návěstidlu 220 V 50 Hz, kde se napětí transformovalo na 12 V 50 Hz. Návěstidla ESP naopak byla jen malonapěťová, bez obvodu 220V. Proto byla ze SSSR dovážena i návěstidla. Toto vylepšení umožnilo lepší možnosti umístění návěstidel i na velkou vzdálenost od stavědla.
Návěstidla byla podstatně masivnější konstrukce, než návěstidla ESP. Měla velký oválný štít o šířce 800 mm a 750 mm dlouhá stínidla. Návěstní štíty byly v provedení se dvěma a se třemi světly. Návěstní transformátory byly umístěny ve velkém litinovém boxu při patě návěstidla připomínajícím svým vzhledem kamna. Návěstidla automatického bloku však "kamna" nemají, přístrojové skříně jsou v těsné blízkosti a transformace na 220V a zpět nemá smysl. Taková návěstidla mají u paty jen malou skříňku.
Návěstidla vz. SSSR byla vyráběna ve třech sériích. První série byla originální dovoz z SSSR, druhá série byla vyráběna v licenci společností ESP a třetí série byla vyráběna v licenci společností AŽD. Jednotlivé série se liší pouze logem. elektricky i mechanicky jsou shodné. Návěstidla vz. SSSR jsou dnes již na ústupu. Originální návěstidla z dovozu jsou již pravděpodobně jen v ŽST Praha Smíchov. Návěstidla druhé a třetí série jsou poměrně častější a slouží zejména v rámci Automatických bloků, například v úseku Stará Boleslav - Lysá nad Labem.
Návěstidla AŽD vz. 65
Návěstidla AŽD vz.65 se začala vyrábět koncem první poloviny šedesátých let. Jsou sice vizuálně podobná návěstidlům vz. SSSR, ale používají mnoho nových technologií. Hlavními rozdíly oproti návěstidlům SSSR je užší stít (jen 600 mm) a umístění návěstních transformátorů ve skříňce za jednotlivými světly. Návěstidla AŽD65 tedy nemají žádné litinové skříně (kamna) u paty. Ve výšce cca 1 m nad zemí je na přední straně návěstidla umístěna plechová skříňka s pojistkami a svorkovnicemi. Hlavním rozeznávacím znakem od návěstidel vz. SSSR je právě umístění této pojistkové a svorkovnicové skříňky. Návěstidla SSSR mají litinovou skříň u paty, popř u návěstidel automatického bloku mají pouze malou skříňku přímo u paty, nikoli ve výšce 1 m.
Tato návěstidla se vyráběla jen cca 6 let, avšak díky levné a nenáročné výrobě v podmínkách tehdy expandujího závodu AŽD, jich bylo vyrobeno velké množství a byly jimi modernizovány celé uzly a tratě v rámci zvyšování kapacit. Dodnes jsou na některých tratích téměř pouze tato návěstidla. (např. trať Praha Radotín (včetně) - Beroun (mimo)).
Návěstidla AŽD70
Tato návěstidla byla vyvinuta na přelomu šedesátých a sedmdesátých let. Jedná se o stavebnicový systém, který opustil koncepci štítů se dvěma a třemi světly. Novinkou byly přímo vestavěné ukazatele rychlosti UR3. Návěstidla jsou typická svým hranatým tvarem návěstního štítu složeného ze segmentů a dvěma skříňkami u paty obepínajícími stožár.
V současnosti se vyrábí již druhá generace těchto návěstidel, která se vyznačuje provedením návěstnho štítu i stínidel z plastu, jiným tvarem stínidel a zejména možností doplnění o nové prvky, jako je například proměnný ukazatel rychlosti PUR, či indikátor NDK, čímž jsou návěstidla uzpůsobena pro některé změny návěstních předpisů po roce 2000.
Často dochází k záměně označení za AŽD71. AŽD71 jsou reléová staniční zabezpečovací zařízení a přejezdová zabezpečovací zařízení. Návěstidla byla vyvinuta nezávisle a získala označení AŽD70.

## Galerie návěstidel v Česku

### Návěstidla ČKD

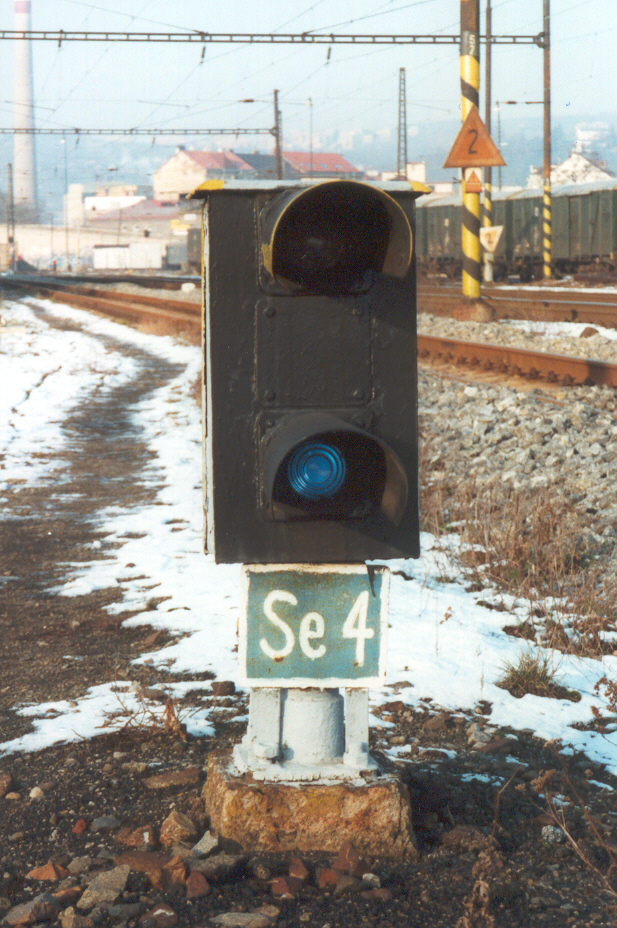
Trpasličí seřaďovací návěstidlo
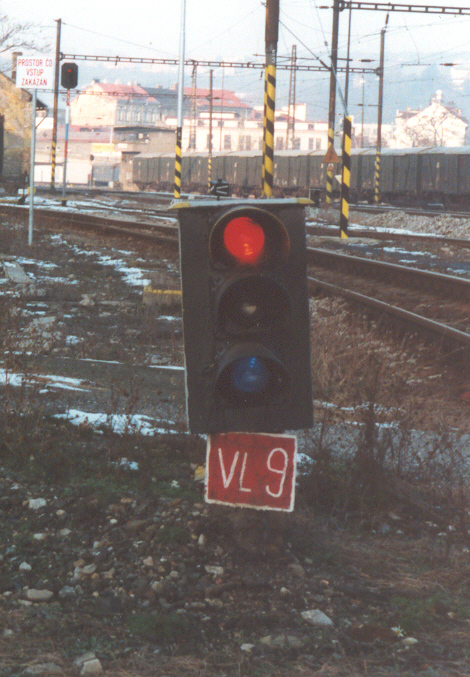
Trpasličí vložené návěstidlo - Praha Bubny
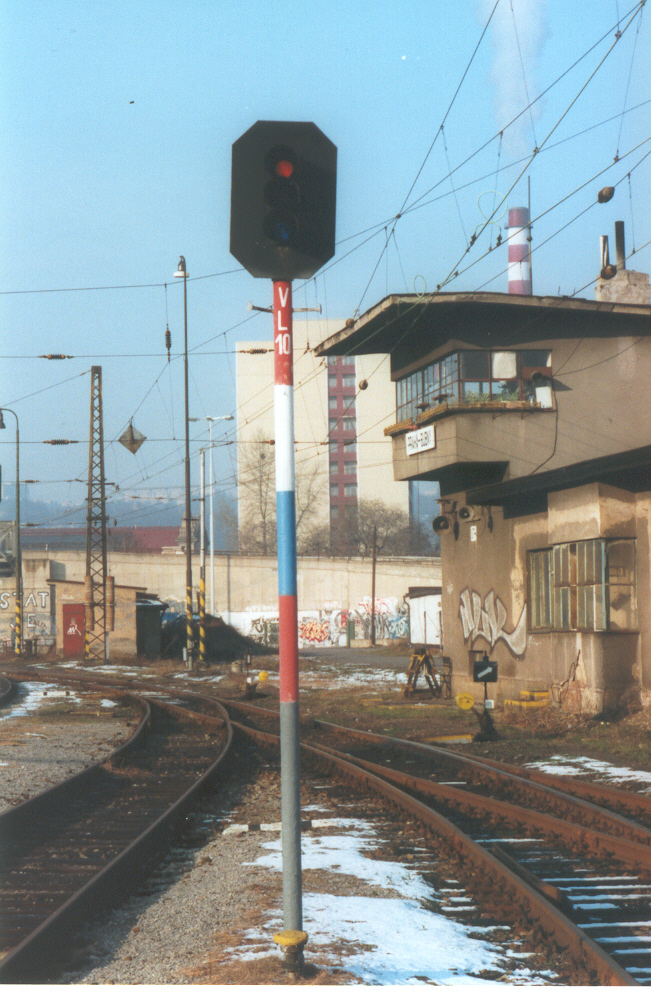
Vložené návěstidlo - Praha Bubny

### Návěstidla SSSR první série

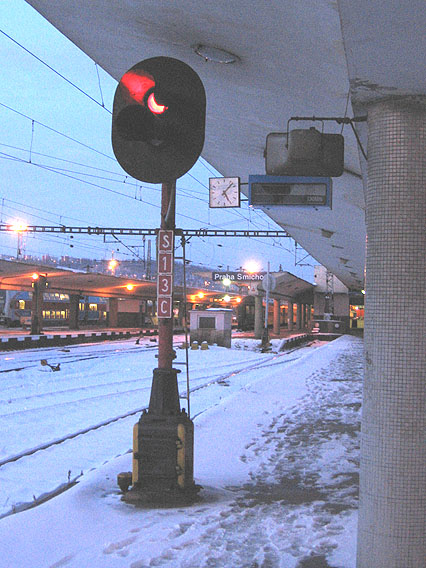
Cestové návěstidlo v žst. Praha Smíchov
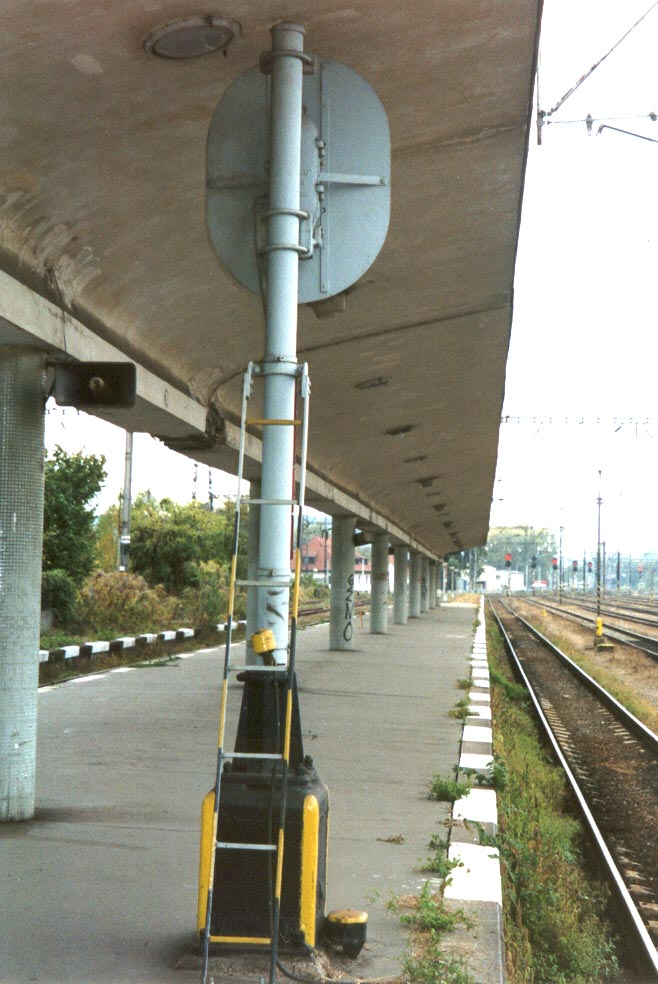
Cestové návěstidlo v žst. Praha Smíchov
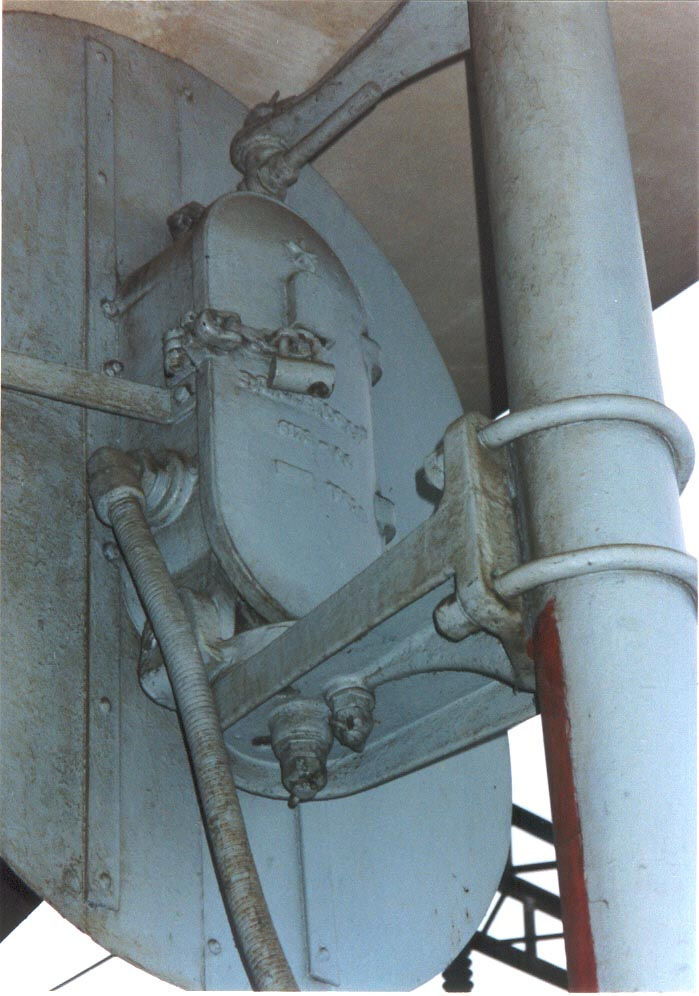
Cestové návěstidlo v žst. Praha Smíchov
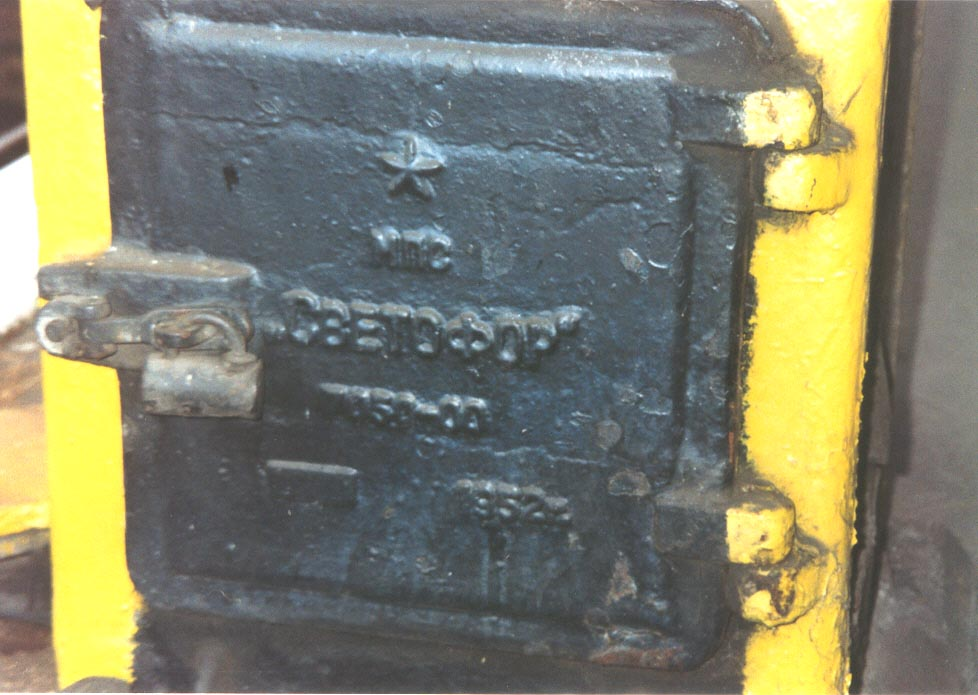
Vložené návěstidlo v žst. Praha Smíchov
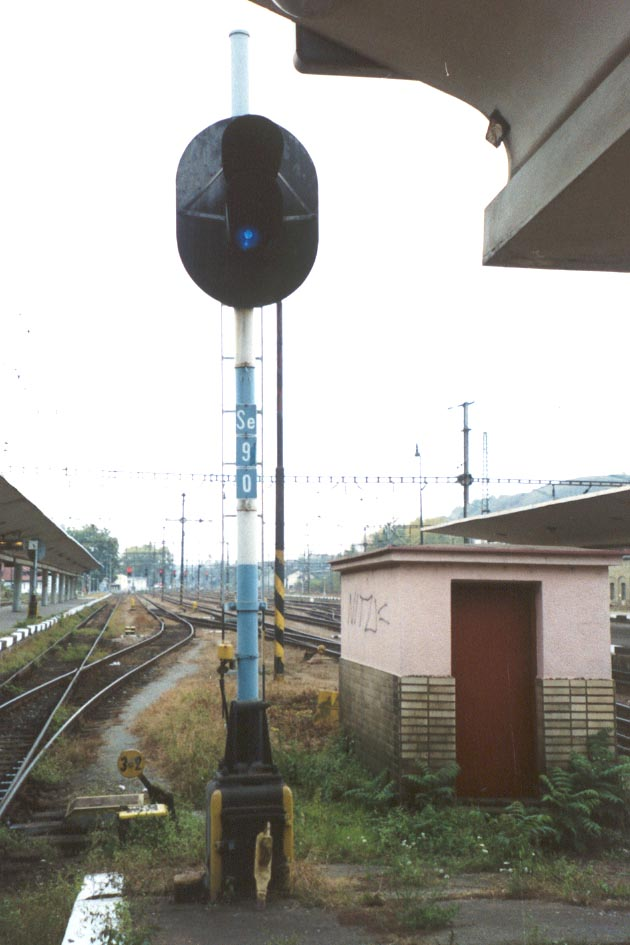
Seřaďovací návěstidlo v žst. Praha Smíchov

### Návěstidla AŽD70

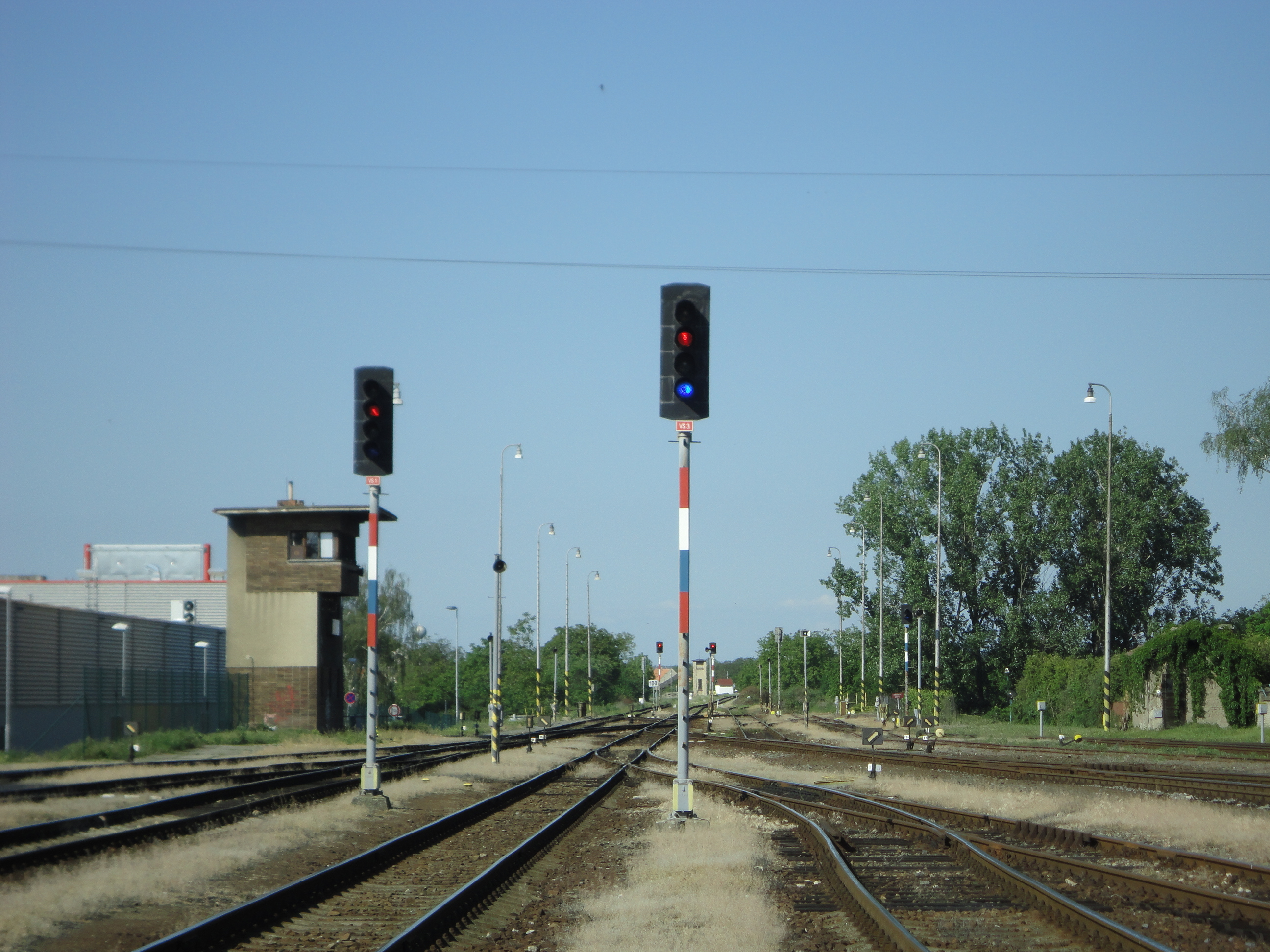
Vložená návěstidla ve Veselí n. Moravou